# Farkas Bolyai
Farkas Bolyai, conosciuto in Germania anche come Wolfgang Bolyai (Bólya, 9 febbraio 1775 – Marosvásárhely, 20 novembre 1856), è stato un matematico ungherese, noto principalmente per i suoi studi in geometria.

## Biografia
Bolyai nacque a Bolya, un paese vicino a Nagyszeben in Transilvania (ora Sibiu in Romania). Fu istruito in casa dal padre fino all'età di sei anni, quindi fu inviato alla scuola calvinista di Nagyszeben. I suoi insegnanti riconobbero subito il suo talento in aritmetica e nell'apprendimento delle lingue. A 12 anni lasciò la scuola e fu nominato tutore del figlio di otto anni del conte Kemény. Questo significò che Bolyai era trattato ora come un membro di una delle famiglie principali della nazione, ed egli divenne non solo tutore, ma anche grande amico del figlio del conte. Nel 1790 Bolyai e il suo allievo entrarono entrambi nel collegio calvinista di Kolozsvár, dove passarono cinque anni.
Il professore di filosofia al collegio di Kolozsvár provò a portare Bolyai contro la matematica e verso una filosofia religiosa. Bolyai, invece, decise di andare all'estero con Simon Kemény per un viaggio d'istruzione nel 1796 e iniziò a studiare matematica sistematicamente nelle università tedesche, prima a Jena e quindi a Gottinga.
Tornò a Kolozsvár nel 1799. Lì conobbe e sposò Zsuzsanna Benkő e, nel 1802, nacque il loro figlio, János Bolyai, che più tardi sarebbe diventato un matematico ancora più famoso del padre. Poco dopo accettò un posto di insegnante di matematica e scienze al collegio calvinista di Marosvásárhely (Târgu Mureș in rumeno), dove trascorse il resto dei suoi giorni.

## Studio matematico
Gli interessi principali di Bolyai in campo matematico erano i fondamenti della geometria e l'assioma delle parallele.
La sua opera principale, il Tentamen, era un tentativo di fondamento rigoroso e sistematico della geometria, dell'aritmetica, dell'algebra e dell'analisi. Nella sua opera, forniva procedimenti iterativi per la risoluzione di equazioni che poi provò essere convergenti mostrando che erano monotòne crescenti e limitate superiormente.
Il suo studio della convergenza delle serie include una prova analoga a quella fatta da Joseph Ludwig Raabe, che lui scoprì indipendentemente e all'incirca nello stesso periodo. Altre idee importanti nel suo studio sono: una definizione generale di funzione ed una definizione di eguaglianza tra due figure piane se entrambe possono essere divise in un numero finito uguale di parti congruenti a due a due.
Inizialmente dissuase il figlio dallo studio della geometria non euclidea, ma dal 1830 divenne abbastanza entusiasta da convincerlo a pubblicare le sue ipotesi controcorrente.